# Drosophila biseriata
Drosophila biseriata är en tvåvingeart som beskrevs av Elmo Hardy 1965. Drosophila biseriata ingår i släktet Drosophila och familjen daggflugor.
Artens utbredningsområde är Hawaii.